# Tugimaantee 91
De Tugimaantee 91 is een secundaire weg in Estland. De weg loopt van Narva via Narva-Jõesuu naar Hiiemetsa en is 26,3 kilometer lang. 